# Procrimima procris
Procrimima procris är en fjärilsart som beskrevs av Felder 1875. Procrimima procris ingår i släktet Procrimima och familjen björnspinnare. Inga underarter finns listade i Catalogue of Life.